# Pterolophia indica
Pterolophia indica là một loài bọ cánh cứng trong họ Cerambycidae.